# Die Stimme (Munch)
Die Stimme (norwegisch: Stemmen, auch: Sommernacht, Sommernachtsstimmung oder Sommernachtstraum) ist ein Bildmotiv des norwegischen Malers Edvard Munch, das er zwischen den Jahren 1893 und 1898 in zwei Gemälden und vier Grafiken ausführte. Das Motiv zeigt eine dem Betrachter zugewandte Frau vor der norwegischen Küstenlinie. Es wurde häufig als sexuelles Erwachen eines heranwachsenden Mädchens interpretiert. Der Titel kann sowohl als innere Stimme der Frau als auch als Stimme der Natur gedeutet werden. Das Motiv ist Bestandteil von Munchs Lebensfries, der Zusammenstellung seiner zentralen Werke über die Themen Leben, Liebe und Tod. Unter dem Titel Mondschein (norwegisch: Måneskinn) malte Munch 1895 eine ähnliche Landschaft ohne Vordergrundfigur.

## Bildbeschreibung
Eine junge Frau im weißen Kleid steht alleine in einem Wald. Im Hintergrund ist eine Uferlinie und ein Gewässer zu sehen, das den gelben Mond – oder die tiefstehende Sonne – in einer langgezogenen Spiegelung reflektiert. Auf dem Wasser schwimmt ein Boot mit einem Paar an Bord. Die Arme der Frau im Vordergrund sind hinter dem Rücken verschränkt, der Kopf nach hinten gestreckt, der Oberkörper dadurch vorgereckt. Ihre weit geöffneten Augen sehen frontal den Betrachter an. Für Karl Ove Knausgård wirkt ihre Pose so, als lehne sie sich gegen einen Baumstamm.
Mithilfe der Alternativtitel lässt sich Szenerie in einer nordischen Sommernacht verorten, einer der so genannten „weißen Nächte“, in denen es auch nachts hell bleibt. Dies sorgt für fahles Licht, vom Museum of Fine Arts, Boston als „gespenstisches Licht“ bezeichnet. Für Spannung in der Komposition sorgt der Kontrast der vertikalen Linien, der Kiefernstämme, der Mondspiegelung und der Frau, mit der horizontalen Strandlinie. Knausgård betont vor allem die fehlende Tiefe der Komposition: Waldboden, Ufer und Meer sind abstrakte grüne, weiße oder blaue Farbfelder, den Bäumen fehlt Volumen. Es ist laut Hans Dieter Huber ein typisches Stilmittel von Munch, „den Hintergrund steil nach oben zu klappen, um damit das weit Entfernte ganz nahe nach vorne an die Bildfläche zu binden und den Vordergrund nach unten absinken zu lassen“.
Auf der Wiederholung des Motivs von 1896 ist die junge Frau weiter in den Vordergrund gerückt. Sie wirkt laut Arne Eggum und Guido Magnaguagno „fülliger und sinnlicher“ als auf der ersten Fassung. Allgemein zeichnet sich die spätere Fassung durch mehr malerische Freiheit und einen kräftigen, frischen Farbauftrag aus (insbesondere in den leuchtenden Weiß- und Gelbtönen), was auch auf eine zumindest teilweise nachträgliche Übermalung zurückzuführen sein könnte.

## Weitere Fassungen
Neben den beiden Ölgemälden von 1893 und 1896, die heute im Museum of Fine Arts, Boston und im Munch-Museum Oslo ausgestellt werden, hat Munch nach dem Motiv von Die Stimme vier Grafiken umgesetzt: eine Radierung von 1894, einen Holzschnitt von 1896, eine Lithografie von 1897 und abermals einen Holzschnitt von 1898. Dabei ist die Radierung dem ersten Ölgemälde nachempfunden, der Holzschnitt dem zweiten. Er ist auch konzentrierter, archaischer und erinnert Arne Eggum an Kore-Skulpturen. Auch im zweiten, kleineren Holzschnitt, der eher im Stil einer Vignette gehalten ist, ist das Motiv sehr verdichtet.

Sommernacht. Die Stimme (1894), Radierung, 23,7 × 31,4 cm, Thielska galleriet, Stockholm
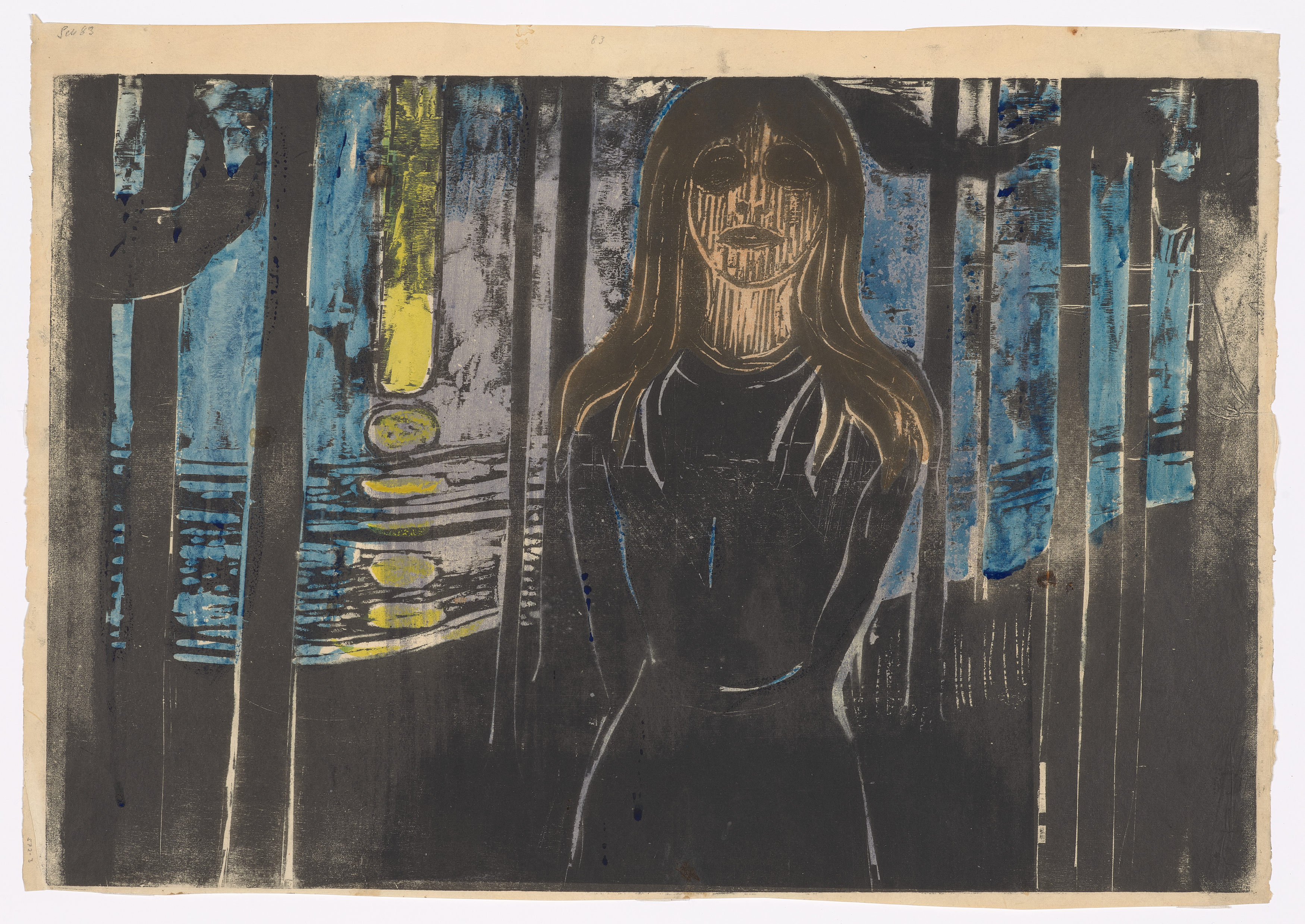
Sommernacht. Die Stimme (1896), Holzschnitt, 37,6 × 55,7 cm, Munch-Museum Oslo
Abend. Die Stimme (1897), Lithografie, 35,1 × 14,8 cm, Thielska galleriet, Stockholm
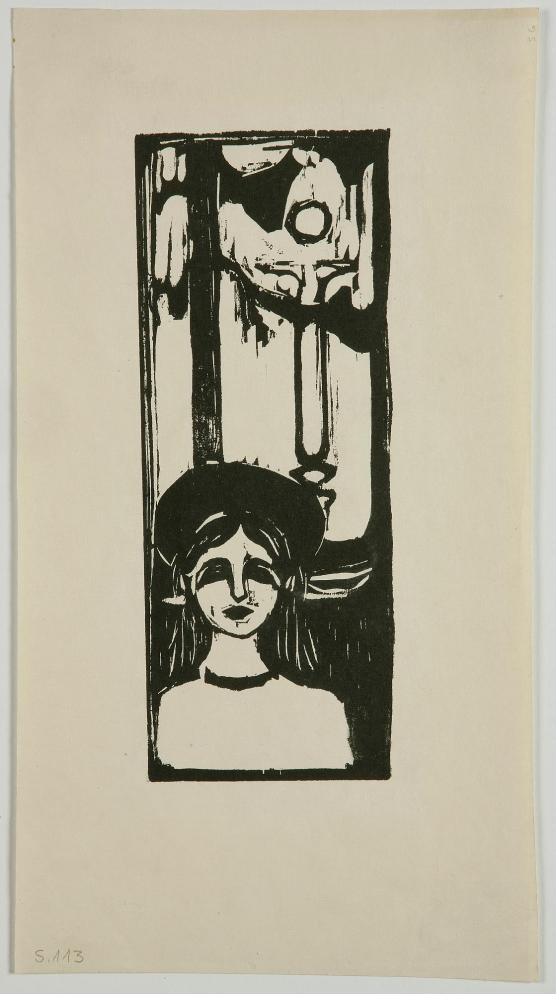
Sommernacht. Die Stimme (1898), Holzschnitt, ca. 25 × 9,5 cm, Munch-Museum Oslo

## Interpretation

### Sexuelles Erwachen
Das Motiv Die Stimme wird allgemein als sexuelles Erwachen eines heranwachsenden Mädchens gedeutet. Nic. Stang verweist auf den Zeitgeist, in dem dieses Thema populär war, so auf Frank Wedekinds 1891 erschienenes Drama Frühlings Erwachen. Auch Munch hatte mit Pubertät bereits ein Bild zum Thema gemalt. Gekleidet in weiß, der „Farbe der Unschuld“, strahlt das Mädchen für Stang gleichzeitig Sehnsucht und Angst aus. Gelockt vom Treiben junger Menschen in den Booten bietet es sich in ihrer Pose mit den hervorgereckten Brüsten unbewusst an. Für Reinhold Heller liegt in dieser Pose jedoch auch etwas Ausweichendes. Es sei eine typische Haltung eines pubertierenden Mädchens, das in seinen erwachenden sexuellen Gefühlen zwischen erotischer Zurschaustellung und unsicherem Zurückweichen hin- und hergerissen ist.
Die Stimmung des Bildes ist laut Arne Eggum schon durch die Formsprache erotisch aufgeladen. Die Mondsäule wirkt wie ein Phallussymbol, die vertikalen und horizontalen Linien sind für Ulrich Bischoff auch ohne tiefere Kenntnis der Psychoanalyse als männliche und weibliche Symbole zu entschlüsseln. Den Schauplatz verortet Eggum in den Borre-Wäldern nördlich von Åsgårdstrand am Oslofjord. Die Szenerie könnte einer Johannisnacht entspringen, die in den nordischen Ländern als Rückkehr des Sommers gefeiert wird und Anlass für erotische Eskapaden bietet. Die ausgelassenen Festivitäten dehnen sich häufig auch auf Boote auf dem Meer aus. Allgemein werden die Wälder an den norwegischen Fjords Orte gerne für Stelldicheins von Liebenden genutzt. Wie häufig bei Munch könnte dem Motiv ein Erlebnis des Malers zugrunde liegen, etwa die Affäre mit Millie Thaulow im Sommer 1885.
In seinen Aufzeichnungen hielt Munch ein solches Erlebnis fest: „Wenn wir so stehen – und meine Augen sehen in deine großen Augen – in dem bleichen Mondlicht – wissen Sie, da – flechten feine Hände unsichtbare Fäden – die um mein Herz gebunden werden – werden durch meine Augen geführt – durch Deine großen dunklen Augen – hinein und um dein Herz – Deine Augen sind so groß, jetzt wo sie mir so nahe sind – Sie sind wie zwei große dunkle Himmel.“ Einer Vorstudie zum Gemälde fügte er den Text bei: „Deine Augen sind groß wie der halbe Himmel wenn du in meiner Nähe stehst und dein Haar hat Goldstaub und den Mund sehe ich nicht – sehe bloß, du lächelst“.

### Stimmen
Den Titel Die Stimme erhielten die Bilder erst im Nachhinein. Es ist nicht bekannt, wie Munch selbst zu dem Titel stand. Laut Arne Eggum hilft er jedoch dem Betrachter, „den lyrisch-lauschenden Charakter des Bildes“ zu erfassen. Der Titel wurde unterschiedlich gedeutet. Für Nic. Stang lauscht das Mädchen seiner eigenen inneren Stimme, den erwachenden Gefühlen. Es sind jedoch auch die Stimmen der jungen Leute aus den Booten, die es locken. Arne Eggum macht ein Spannungsverhältnis zwischen dem Paar im Boot und der einsamen Frau im Vordergrund aus. Er verweist auf das Motiv Melancholie, auch Das gelbe Boot genannt: Dort ist es ein einsamer Mann, der am Stand sitzt, während ein Paar auf dem Steg ein Boot besteigen will. Wie Die Stimme gehört Melancholie zu den sechs Bildern, die Munch im Dezember 1893 in Berlin unter dem Titel Studie zu einer Serie „Die Liebe“ präsentierte. Aus dieser Zusammenstellung entwickelte sich später der Lebensfries.

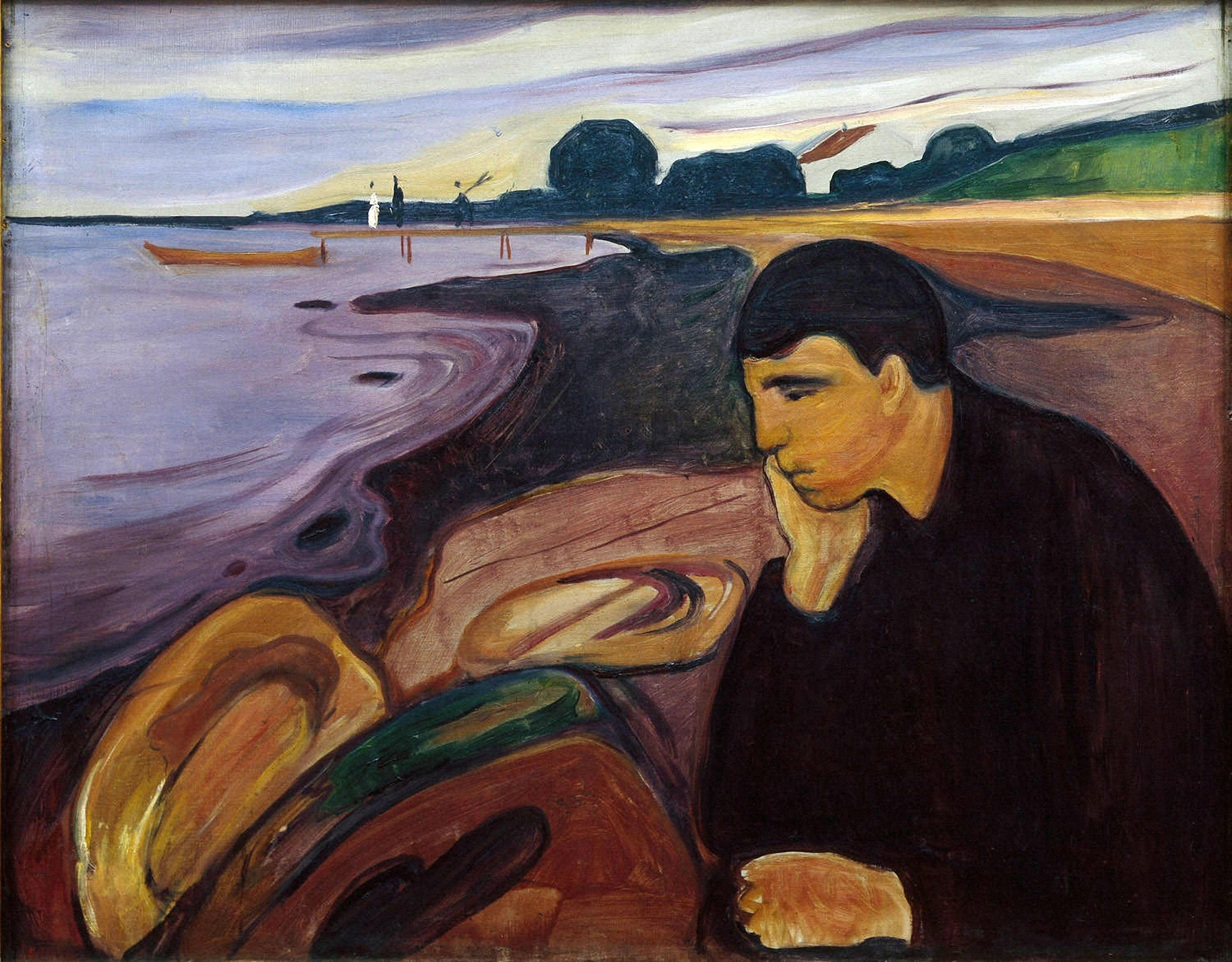
Edvard Munch: Melancholie (1894–96), Öl auf Leinwand, 81 × 100,5 cm, Kunstmuseum Bergen
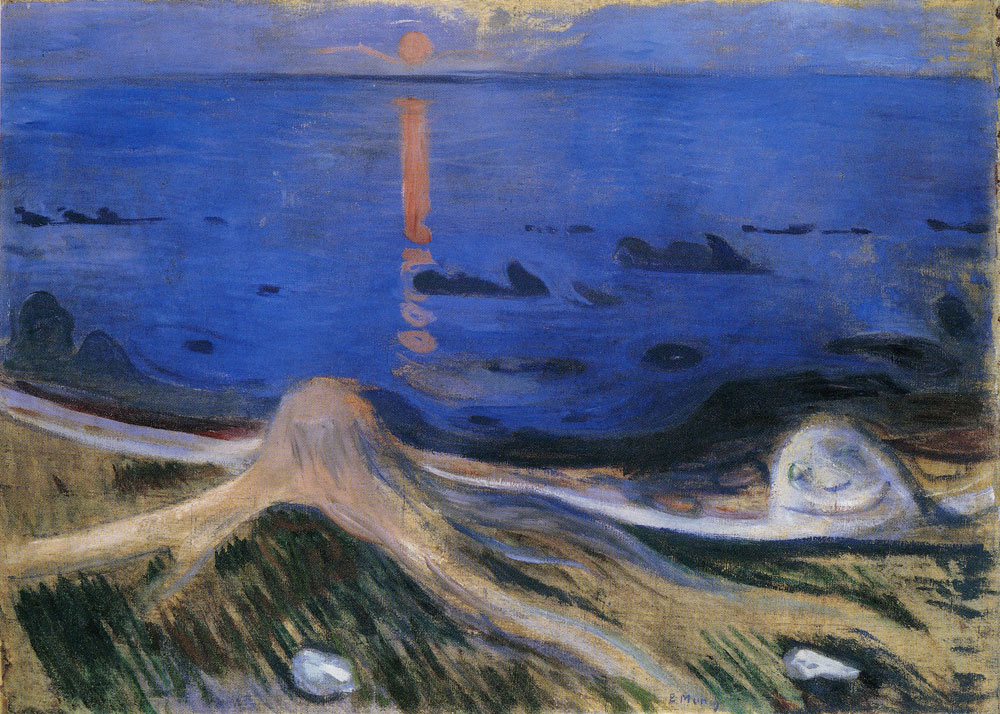
Edvard Munch: Strandmystik (1892), Öl auf Leinwand, 100 × 140 cm, Sammlung Würth, Künzelsau
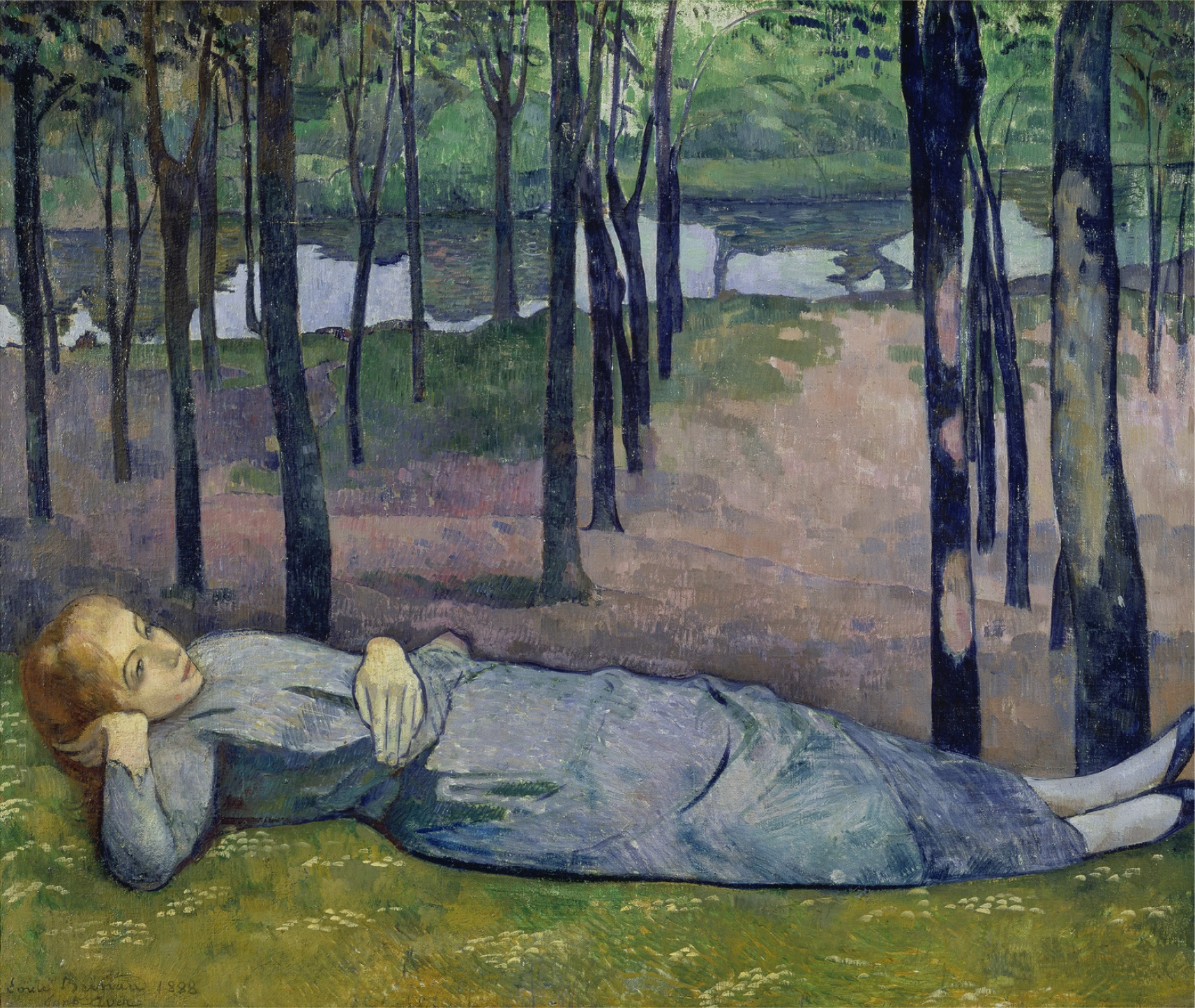
Émile Bernard: Madeleine au Bois d’Amour (1888), Öl auf Leinwand, 138 × 163 cm, Musée d’Orsay, Paris
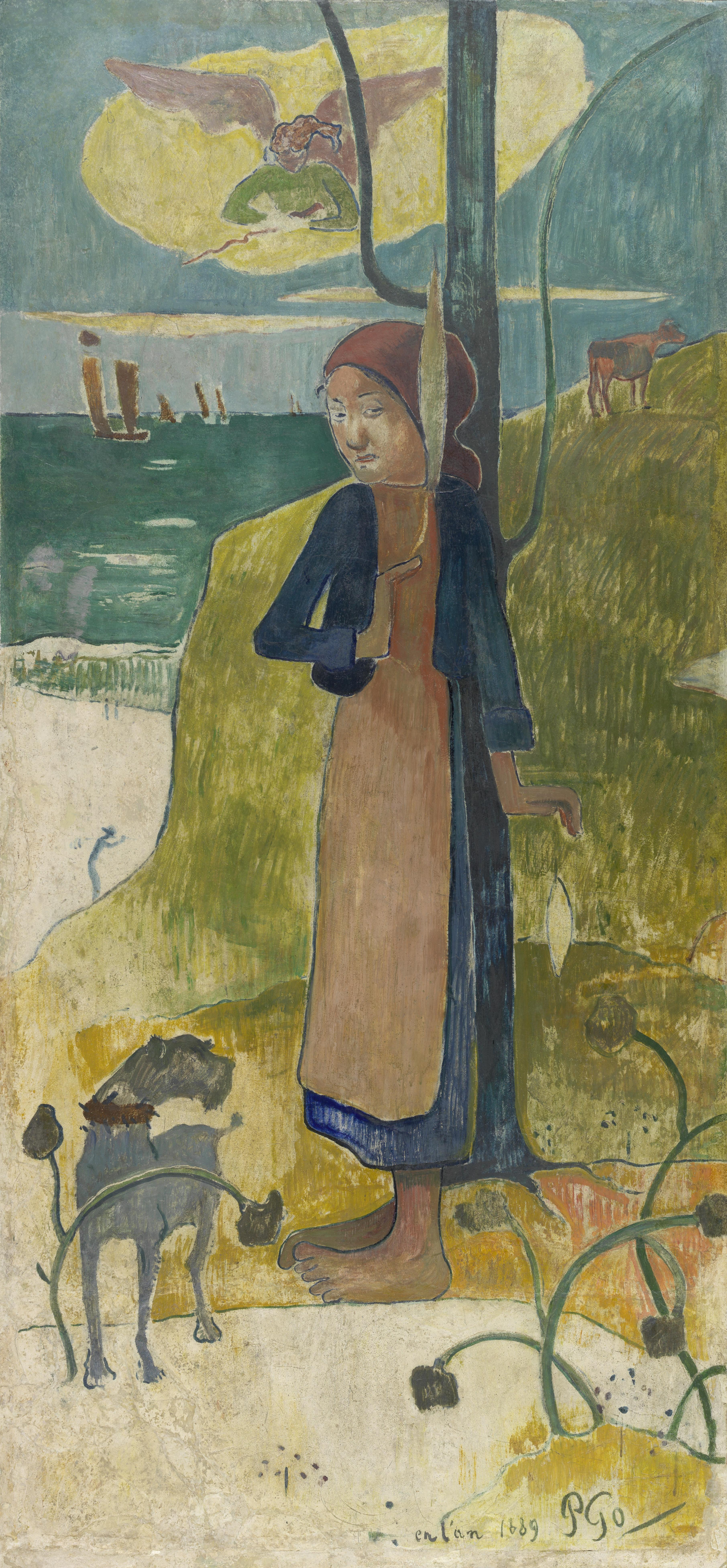
Paul Gauguin: Jeanne d’Arc (1889), Öl auf Putz, 134 × 62,9 cm, Van Gogh Museum, Amsterdam

Die häufigste Deutung ist allerdings, dass die Stimme, der die Frau im Vordergrund lauscht, die Stimme der Natur ist. Eggum verweist darauf, dass der Borre-Wald mit seinen Gräbern aus der Wikinger-Zeit ein mythologisch besonders aufgeladener Ort ist. Das Einwirken von Naturmächten auf den Menschen ist ein klassisches Thema der norwegischen Literatur, häufig verknüpft mit einer Verführung durch Wesen aus der Unterwelt. Munch war solchen mystischen Strömungen gegenüber aufgeschlossen und gab einem Gemälde aus dem Jahr 1892 den Titel Strandmystik. Als Vorläufer des Motivs, in dem eine Figur ihrer inneren Stimme oder einer Stimme der Natur lauscht, nennt Eggum Émile Bernards Madeleine au Bois d’Amour (1888) und Paul Gauguins Jeanne d’Arc (1889).

### Rolle des Betrachters
Für Karl Ove Knausgård ist auf dem Bild zwar eine einzelne Frau abgebildet, doch alles an der Szenerie verweist auf die Konfrontation mit einer zweiten Person. Zu dieser wird der Betrachter selbst, wenn er das Bild ansieht: „Ich bin es, den sie ansieht, ich bin es, zu dem sie sich vorbeugt. Und ich bin es, den sie ängstigt.“ Die Aufforderung, die von der Frauenfigur ausgeht, macht sie für ihn zu einer Sirene, die gleichzeitig Lust und Untergang verheißt. Das Bild verändert sich durch die jeweiligen Erfahrungen, die der Betrachter einbringt. Er hat die Wahl, wie er dem Bild gegenübertritt. Dass diese Wahl nicht im Bild selbst stattfindet, sondern außerhalb, macht es für ihn zu einem Bild „voller Sehnsucht. Ja, als würde hier die Sehnsucht selbst abgebildet.“
In Uwe M. Schneedes Deutung ist es das Meer selbst, das den Betrachter lockt: „die anziehende und zugleich todbringende Stimme des Meeres.“ Er verweist dabei auf Stanisław Przybyszewski, der in seinem Epipsychidion von einer lockenden Stimme des Meeres berichtet: „Nun erst wußte ich! Das war die Stimme, die aus den Augen blutete, nach denen ich suchte. Das Meer war es […], die Stimme des Meeres“. Das Mädchen wird so für Schneede „mit seinem Liebesversprechen die Verlockung zum Tod.“

## Mondschein
Das 1895 entstandene Gemälde Mondschein aus der Norwegischen Nationalgalerie ist quasi eine Version von Die Stimme ohne die Figur im Vordergrund. Laut Ulrich Bischoff ist dadurch die Mondsäule „zum eigentlichen Hauptdarsteller geworden“. Übrig bleibt der Bildraum selbst und seine Spannung, die er aus dem Gegensatz von vertikalen und horizontalen (also „männlichen“ und „weiblichen“) Linien gewinnt. Zudem bleiben der weiche Farbauftrag, die Hell-Dunkel-Kontraste und die Bildsprache, die sich durch viele Motive des Lebensfrieses zieht: die Strandlinie von Åsgårdstrand, die kahlen Baumstämme mit einzelnen Ästen, die zu dreiecksförmigen Segeln vereinfacht werden, der Mondschein, der sich auf dem Meer als eine Farbsäule spiegelt, die in ihrer Form an ein Reagenzglas erinnert. Auch in Mondschein fehlt jede perspektivische Verkürzung, was dazu führt, dass die gesamte Landschaft so steil in die Höhe ragt wie die parallelen Baumstämme. Dies bringt die „weich zerfließende Farbegung“ etwa beim Übergang vom Ufer ins Wasser besonders gut zur Geltung.
Für Marianne Yvenes ist Mondschein eine der am meisten vereinfachten Darstellungen der norwegischen Küste im Licht einer Sommernacht in Munchs Œuvre. Anders als viele andere Bildmotive Munchs stellt das Bild keine menschlichen Gefühle oder Handlungen dar, sondern drückt eine Stimmung aus. Es ist eine Naturstimmung vollkommen ohne menschliche Präsenz. Nic. Stang nennt das Bild „eine melancholisch sehnsüchtige ‚Gefühlslandschaft‘“, in der Munch durch die Natur seine eigene Grundstimmung zur Entstehungszeit ausdrückte.